# Madidi (fiume)
Il Madidi (in spagnolo Río Madidi) è un fiume della Bolivia che scorre nel Dipartimento di La Paz. È il principale fiume che scorre nel parco nazionale omonimo. Nasce ad un'altitudine di circa 1 000 metri ai piedi delle Ande, e scorre prima in direzione nord-est, poi in direzione nord-ovest, per confluire infine, dopo aver percorso 595 km, nel fiume Beni. Il fiume ha un andamento meandrico e forma piccole paludi lungo tutto il suo percorso.